# Ernst Meyer (lærer)
 Der er flere personer med dette navn, se Ernst Meyer.
Ernst August Meyer (5. juni 1926 i Gelting – 8. marts 2008 i
Flensborg-Engelsby) var dansk skoleleder i Medelby i Sydslesvig i 37 år, landsformand for Sydslesvigsk Forening og næstformand for SSW.
Ernst Meyer var af tysk æt og opvækst. Som 14-årig kom han på det tyske lærerseminarium i Lunden i Ditmarsken; i 1943 indkaldtes han til arbejdstjeneste, og i 1944 blev han som soldat sendt til østfronten.
Først efter 2. verdenskrigs ophør blev Ernst Meyer bevidst om, at Sydslesvig er gammelt dansk land. Han lærte sig nu dansk, og han fik ansættelse ved det danske skolevæsen i Sydslesvig, hvor der var lærermangel. For at forbedre sin uddannelse og sine sprogkundskaber tog han først på Uldum Højskole og derefter på Jelling Seminarium. Tilbage i Sydslesvig i 1952 blev han leder af Medelby Danske Skole (1952–1989).
I årene 1965–1977 var Ernst Meyer landsformand for Sydslesvigsk Forening, som er landsdelens kulturelle forening. Han har desuden været næstformand i det politiske parti SSW (Sydslesvigsk Vælgerforening) og har siddet i amtsrådet i 30 år og været med i tilsynsrådet for Flensborg Avis.
På sine gamle dage var Ernst Meyer aktiv omkring indretningen af Christian Lassens Mindemuseum i Jardelund, og han var formand for Christian Lassens Mindefond indtil sin død i marts 2008.